# Почётные граждане Уфы

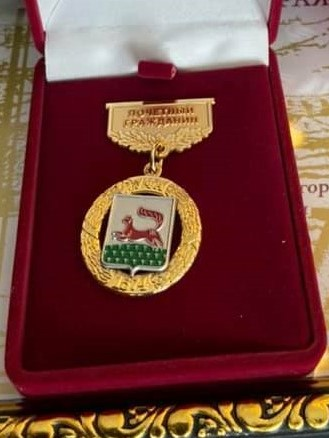
Нагрудный знак к званию «Почётный гражданин города Уфы»

Почётный гражданин города Уфы (баш. Өфө ҡалаһының Почётлы гражданы) — почётное звание, присуждаемое за большой вклад в культуру, науку, экономику Уфы. Присваивается один раз в год.

## До 1917 года
В 1832 году на смену существовавшему тогда званию «Именитый гражданин» пришло звание «Почётный гражданин». Оно присваивалось Уфимской городской думой, как правило, за благотворительную деятельность, и утверждалось Императором.
- Иван Фёдорович Базилевский (1791–1876) — действительный статский советник, золотопромышленник, меценат, Почётный гражданин города Уфы с 1886 года, именем которого была названа Базилевская улица (ныне — пешеходная зона улицы Ленина от улицы Заки Валиди до улицы Пушкина)[4].
- Фёдор Иванович Базилевский (неизвестно — 1848) — протоирей города Стерлитамак, потомственный дворянин Оренбургской губернии, награждён орденом Святого Владимира IV степени, Почётный гражданин города Уфы с 1886 года[7].
- Николай Кондратьевич Блохин (1841 — после 1918) — купец I гильдии, книготорговец, издатель, потомственный Почётный гражданин города Уфы, именем которого была названа Блохинская улица (ныне — Кавказская улица)[5][8].
- Григорий Андреевич Бусов (1860-е — после августа 1918) — купец II гильдии, организатор монархического движения в Уфимской губернии, председатель Уфимского губернского отдела Союза русского народа[9], награжден орденом Святой Анны 3-й степени, потомственный Почётный гражданин города Уфы с 1909 года[10].
- Василий Ильич Видинеев (неизвестно — 1903) — купец I гильдии, меценат, заводчик, промышленник, землевладелец, потомственный Почётный гражданин города Уфы.
- Иван Егорович Златоверховников (1854–1920) — церковный историк, педагог-просветитель[11].
- Николай Андреевич Крыжановский (1818–1888) — дворянин, Генерал-адъютант, Генерал от артиллерии Российской Императорской армии, Оренбургский Генерал-Губернатор, участник Крымской войны 1853–1856 годов и Хивинского похода 1873 года[12].
- Василий Епифанович По́носов (1836–1900) — купец I гильдии, меценат, землевладелец, потомственный Почётный гражданин города Уфы[13][14][15][16][17][18].
- Сергей Львович Сахаров (неизвестно) — купец I гильдии, Городской голова Уфы в 1891–1893 годах, потомственный Почётный гражданин города Уфы[5].
- Григорий Степанович Соловьёв (неизвестно) — купец II гильдии, потомственный Почётный гражданин города Уфы.
- Сергей Петрович Ушако́в (1828–1894) — тайный советник, сенатор, губернатор Уфимской губернии (1867–1873), затем — Тульской губернии (1873–1887), награждён орденами Белого орла, Святой Анны 1‑й и 2‑й степеней, Святого Станислава 1‑й и 3‑й степеней[19], именем которого назван заложенный им Ушаковский парк (ныне — парк имени Ленина).
- Абдуллатип Абдулхакимович Хакимов (неизвестно) — купец II гильдии, меценат, хлеботорговец, депутат Уфимской городской думы в 1908–1916 годах, член Попечительного совета Уфимского коммерческого училища, член Уфимского губернского управления Российского общества Красного креста, председатель Уфимского попечительства о бедных мусульманах, субсидировал содержание уфимского медресе «Галия», избран делегатом от уфимского купечества в Миллят меджлиси, также входил в состав Назарата финансов Милли идара[5][20][21][22][23][24][25].
- Александр Фёдорович Чижов (1874–1937) — купец I гильдии, меценат, лесопромышленник, пароходовладелец, хлеботорговец, землевладелец, финансировал строительство и ремонт религиозных учреждений, репрессирован, расстрелян, реабилитирован[26][27].
- Фёдор Егорович Чижов (около 1830 — 1900) — купец I гильдии, лесопромышленник, Городской голова Уфы в 1887–1888 годах, награждён орденом Святой Анны 3‑й степени, потомственный Почётный гражданин города Уфы с 1894 года[5][26][27].

## После 1969 года
С 1969 года вновь присваивается звание «Почётный гражданин города Уфы» согласно Положению, без звания потомственный. К 2019 году звание присуждено 39 гражданам.
- 1969 — Павел Карнаухов, Габдулла Кудояров
- 1987 — Муса Гареев, Андрей Ушаков
- 1989 — Мустай Карим
- 1994 — Рашит Бадыков, Борис Домашников, Гюлли Мубарякова
- 1995 — Георгий Гудков, Фарида Кудашева
- 1996 — Владимир Коновалов, Нур Чураев
- 1997 — Загир Исмагилов, Зумара Хисматуллина
- 1998 — Михаил Зайцев, Масгут Халиков
- 1999 — Зекерия Акназаров, Равиль Бикбаев, Сергей Воронинский, Раиль Кузеев, Даян Мурзин
- 2000 — Рима Баталова, Зухра Валеева, Пётр Пилюков
- 2001 — Николай Ковалёв
- 2002 — Тамара Нечаева
- 2004 — Миляуша Муртазина, Муртаза Рахимов, Хаернас Чикаев
- 2005 — Амина Бакирова, Фарит Бикбулатов
- 2009 — Михаил Чванов
- 2015 — Владимир Спиваков
- 2017 — Рим Хасанов
- 2018 — Рашит Шакуров, Богуслав Сандурский
- 2019 — Нурия Ирсаева, Леонора Куватова, Шамиль Абдурашитов